# チランジア・ブッツィー
チランジア・ブッツィー Tillandsia butzii はハナアナナス属のアナナスの1種。いわゆるエアープランツの1つで、細長くくねった葉と縞模様が特徴である。

## 特徴
茎は伸ばさず、葉の基部が球根状に膨らみ、先端が細長く伸び出す。
全体の高さは普通は20-30cmほど。葉の伸び出した部分は針状で長さ25cm以下、幅は3mm、先端は糸状に尖り、全体としては強く曲がったりうねったり内向きにねじれるなど変化に富んだ形をなす。
表面は淡緑色の鱗片で一面に覆われており、両側の縁には粗い毛があるが、これは早い時期に落ちてしまう。
葉の基部は葉鞘となっており、これは折り重なって太いラッキョウのような形になって偽鱗茎を構成する。この部分は濃緑色ら色づいて紅褐色になり、長さ25-45mm。壷状の部分には特徴的な縞模様が入る。
基部の膨らみの内側には野外ではアリが住み込むことが知られており、いわゆるアリ植物であるとされる。
花茎は細く直立して伸び出し、花茎苞は葉状で瓦重ね状に配置する。先端の穂状花序は羽形に配置し、4-8花を含む。花序は外形としては線形で長さ6-8cm、幅1cm、花茎の先端に数個が掌状に付くか、時に単独で付く。
1次苞はほぼ葉と同じ形で葉と同じ色をしている。花苞瓦重ね状に配置、卵形で先端が尖り、長さ20-28mm、幅10mm、やや革質で脈が走り、一面に鱗片がある。花にはほとんど柄がない。萼片は狭楕円形で先端は鈍く尖り、革質で毛がなくて長さ12-15mm。花弁は真っ直ぐで長さ30-35mmで菫色をしている。雄しべは花弁から突き出す。朔果は細い円柱状で先端がくちばし状に曲がり、長さ3cmになる。
種名は人名による。分類的にはティランジア亜属に含まれる。

## 分布
メキシコ南部、西インド諸島からコロンビア、ガイアナに分布し、標高2000mにまで見られる。

## 利用
いわゆるエアープランツとして栽培される。普及品である。
栽培は容易で、水を好み、強い光が当たらないようにする。
開花せずとも子株を出すことがよくあり、子株の集まった集団、いわゆるクランプを作りやすく、模様などもあって人気がある。